# Les Vampires du désert
Pour plus de détails, voir Fiche technique et Distribution.
Les Vampires du désert (titre original : The Forsaken) est un film fantastique d'horreur réalisé par Joseph S. Cardone sorti en 2001.

## Synopsis
Sean (Kerr Smith), un monteur de bandes-annonces d'une société de production spécialisée dans l'horreur comico-gore, se rend en Floride pour assister au mariage de sa sœur. Il est au volant d'une voiture de luxe qu'il doit, chemin faisant, rapporter à sa propriétaire.
En plein désert de l'Arizona, il prend à bord Nick (Brendan Fehr), un auto-stoppeur sympathique et insouciant. En cours de route, les deux hommes prennent en charge Megan (Izabella Miko), une jeune femme en état de choc qui erre sans but.
Nick révèle alors à Sean la vérité : Megan est sous l'emprise d'un maître vampire. Il le sait pour avoir été mordu lui-même par une inconnue lors d'une fête. Ne voulant pas accepter son triste sort, Nick combat l'infection et prétend avoir trouvé un remède capable de retarder l'échéance de la transformation complète.
Sean, tout d'abord dépassé par ces révélations, a recours à ce traitement après avoir été mordu par Megan. Le maître des vampires, Kit (Jonathan Schaech), et ses disciples, Cym (Phina Oruche), Teddy (Alexis Thorpe) et Pen (Simon Rex), le chauffeur de jour, se lancent alors aux trousses de nos deux héros.

## Fiche technique
- Titre : Les Vampires du désert
- Titre original : The Forsaken
- Réalisation : Joseph S. Cardone
- Scénario : Joseph S. Cardone
- Décors : Martina Buckley
- Photographie : Steve Bernstein
- Musique : Johnny Lee Schell et Tim Jones
- Montage : Norman Buckley, A.C.E
- Production : Carol Kottenbrook et Scott Einbinder
- Budget : 5 000 000 $
- Langue : anglais
- Genre : horreur
- Durée : 90 minutes

## Distribution
- Kerr Smith (VF : Hervé Rey) : Sean
- Brendan Fehr (VF : Didier Cherbuy) : Nick
- Izabella Miko (VF : Karine Foviau) : Megan
- Johnathon Schaech (VF : Pascal Germain) : Kit
- Phina Oruche : Cym
- Simon Rex : Penn
- Carrie Snodgress : Ina Hamm
- Alexis Thorpe : Teddy